# Вілла Свіягіна
Вілла Свіягіна — вілла початку XX століття в стилі раннього неокласицизму, пам'ятка архітектури в кримському містечку Сімеїз.

## Історія
Історія вілли Свіягіна тісно пов'язана із життям її власників, розбудовою курортної зони в Сімеїзі (з середини ХХ століття) та історією містечка в минулому столітті. Мешканці селища і приїжджі вважають її місцевою пам'яткою історії та архітектури.

### Передісторія
У Російській імперії було заведено, що вельможі, особливо царі, жалували своїм підлеглим чималі наділи землі, зазвичай, з народом, що там жив. Найбільше такій вислузі раділи військові, адже після кожної вдалої військової кампанії імперія обростала землями, які й розподілялися між загарбниками. Так на кримські землі й прийшли землевласниками: російські графи, царські німці-вислужники та поселенці, кавказькі князі, купецькі роди та попи.
Саме так сталося і в Сімеїзі, після російсько-турецької війни (1768—1774 роки) більшість турків-османів з Кримського півострова подались в Османську імперію. Російська імператриця Катерина ІІ віддячувалася своїм підданим-військовим, наділивши сімеїзькими землями: князя Наришкіна, графа Потоцького, графа Мілютіна, князя Кочубея, графа Ревеліоті, графа Мордвинова. Невдовзі на ці землі навідався російський промисловик і мільйонер Сергій Іванович Мальцев, йому сподобалось це місце й він вирішив збудувати тут курортну зону, витративши на це чимало зусиль. І вже в 1894 році, його діти управляли в Сімеїзі землею в 567 десятин, отримавши її у спадщину.
Брати Мальцеви (столичні придворні), не мали серйозних намірів на такий спадок і вирішили продати маєток, але на таку величезну ділянку не знайшлось покупців, тому брати додумались продавати його по частинам. Та перш ніж виставити ділянки на продаж, Мальцеви провели ландшафтні та геологічні дослідження, провівши водогін, каналізацію, мостили вулиці. І вже тоді, коли вони запропонували паї на дачі в селищі (поруч якого часто відпочивала царська родина), покупців знайшлось багато (до 1913 року з 167 ділянок залишилися непроданими тільки 78).
Розпродавши більшість землі, Мальцеви ще подарували містечку парк (успадкований від батька), адже брати отримали багато прибутків від земельної оборудки. Нові власники паїв були заможними, тому хизувалися, що можуть жити ближче до царської родини, а для більшої престижності ще й запросили для своїх вілл відомого архітектора Миколу Петровича Краснова, який спроектував Лівадійський палац. Отож, зовсім скоро, в селищі Сімеїз постав комплекс відпочинкових будинків, що відповідали естетиці російської палацової архітектури ХХ століття.

### Закладка вілли
Для закладки своєї вілли Миколою Сергійовичем Свіягіним було придбано 1663 квадратних сажнів і запрошено Миколу Краснова, щоб той спроектував відпочинковий будинок дворянина і царського управлінця. Це були дві ділянки, 8 і 9, придбані в братів Мальцових, на початку ХХ століття, а от будову розпочали в 1913 році. Цікаво, що по сусідству знаходилася ділянка Василя Кузьменка, який був підручним Свіягіна і, ймовірно, саме він й запропонував статському раднику ідею з дачею на курорті Новий Сімеїз
Через кілька років, у підніжжі гори Кішка, постала модерна споруда, в якій усе літо і свята жила родина Свіягіна. Чимало місцевих власники користалися виниклою популярністю відпочинку в Криму, вілли Сімеїзу були заповнені, земля подорожчала в кілька разів, налагоджувалася інфраструктура та розвивалися міста, до Свіягіних навідувалися друзі та родичі і 10 кімнат було цілком достатньо для їх прийому. На відміну від більшості «курортників», Свіягін не здавав дачу під пансіон, це було їхнє родинне літнє гніздечко, для них та їх друзів, але всі їхні плани перекреслили революційні часи та громадянська війна в Росії.

### Радянські часи
Після приходу в 1921 році більшовиків всі дачі і пансіонати були націоналізовані. Незаконно присвоївши майно багатіїв, комісари не могли ним усім управляти, тому ті будинки чи квартири де ще жили їхні власники (якщо не втекли за кордон) вони запропонували викупити (оскільки молода радянська влада потребувала фінансів, то таким чином поповнювала казну). Відомий царський урядник Свіягін, змушений був виїхати з країни разом з сім'єю, а їх власність була таки конфіскована. Поруч вілли більшовики управляли пансіонатом «Селям» (на перших порах залучивши до цього проекту сім'ю Лансере) тому ними було прийняте рішення про долучення маєтку Свіягіна до пансіонату. В часи Другої світової війни вілла не постраждала.
Після війни радянська влада поновила в містечку Сімеїз курорт і передала вілли пансіонату «Селям» («Великий Богдан», «Хризоліт», «Селям», дачу Свіягіна) під санаторій «Юність», де оздоровлювали і лікували дітей від туберкульозу. Щоби полегшити перебування хворих і персоналу, всі приміщення всередині були переплановані так, як це вимагалось для лікувального закладу і постійно проводили ремонтно-реставраційні роботи в його корпусах (колишніх сімеїзьких віллах). Згодом, жителі Сімеїзу та відпочиваючі перестали згадувати «Малий Богдан», адже найбільший корпус санаторію (яким була вілла Богданова), асоціативно, ними називався «Великий Богдан» через велику центральну будівлю. Популярність курорту принесло ефективне лікування діток, як наслідок санаторій нарекли «імені В. І. Леніна» і вважався другим «Артеком».

### Сучасність
Корпус № 5 санаторію «Юність» (колишня вілла вілла Свіягіна) знаходиться на захід від центру містечка Сімеїз, за адресою: вул. Радянська 39 (загальна для усього санаторію). Рішенням КО від 20 лютого 1990 року дача Свіягіна занесена у список архітектурних пам'яток місцевого значення
На жаль, пам'ятка історії та архітектури належно не оцінена управителями лічниці: не проводилися ні капітальні ремонти, ні поточні, як наслідок споруда занепадала, як й інші вілли курорту Новий Сімеїз, ймовірно, це робилося навмисне, аби перепродати уже «приміщення без господаря» приїжджим багатіям чи владним персонам. Після такої передачі території в експлуатації, місцеві журналісти таки з'ясували, що вілла приватизована, через невідомих осіб, російською корпорацією «Лукойл», подальша інформація про ній приховується.
Після захоплення Росією українських земель в 2014 році, російський уряд залишив в дії українські природоохоронні закони в анексованому Криму.

## Власники садиби
За всю свою історію вілла «Великий Богдан» перебувала в приватній та державній власності:
- Свіягін Микола Сергійович (1856—1924) — спадковий дворянин, інженер-шляховик, видатний організатор будівництва залізниць у різних куточках Російської Імперії, знавець Далекого Сходу і Маньчжурії. Один із засновників Харбіна[11]. В 1920 році родина Миколи Свіягіна, на кораблі біженців з Криму, полишила свої маєтки (в Сімеїзі, Санкт-Петербурзі) і виїхала з більшовицької Росії до Італії. Звідти вони перебралися до Дубровнику, там і осіли. В 1924 році Микола Свіягін відгукнувся за запит російських емігрантів, яких було чимало в Харбіні, і подався до Китаю, де й помер того ж року.

(дачу в Сімеїзі і особняк в Петербурзі, разом зі своєю родиною відпливає на кораблі з Криму до Італії, а від туди в Дубровник. У 1924 році його запросили переїхати в Харбін. У Харбіні, одним із засновників якого він був, він продовжував працювати на (КСЗ) аж до своєї кончини.
- Сімеїзька селищна рада — в часи Радянського союзу вілла була націоналізована і стала державною власністю, де пізніше облаштували пансіонат для хворих на різні хвороби. Пансіонат носив назву «Селям», ймовірно через те, що ним опікувалися родина Лансере (які залишилися в Криму), до нього було долучено всі сусідні вілли разом із їхніми територіями. Ця лічниця проіснувала до початку 2-ї світової війни;
- Санаторій «Юність» — управляв віллою після Другої світової і колишня вілла стала головним корпусом протитуберкульозного закладу Міністерства охорони здоров'я України.
- Фірма «Дімекс» — маловідома фірма, якій вдалося орендувати природоохоронний об'єкт на тривалий термін, а пізніше, завдяки фіктивним оборудкам, взагалі приватизувати історичну віллу. Після тривалих журналістських розслідувань виявилося, що це підставна фірма, а кінцевий покупець — російська нафтова компанія-гігант «Лукойл».

## Опис будівлі
Архітектурний ансамбль вілли (в стилі неокласицизму) задумав царський палацовий архітектор — Краснов Микола Петрович, а збудував Яків Семенов, відомий всьому Сімеїзу, і доволі оперативно з 1914 по 1916 роки, адже замовником був його керівник по відомству залізниць.
Двоповерхова вілла Свіягіна складалася з 10 кімнат, оздоблених під античну ретроспективу, а довкола дому висаджені декоративні рідкісні саджанці, які сформували внутрішній парковий двір.